# Eroski Móvil
Eroski Móvil fue un operador móvil virtual de telefonía móvil del Grupo Eroski, que operó en España desde la semana del 12 de noviembre de 2007 bajo la cobertura de Vodafone. Sus principales competidores han sido otros OMVs como Simyo, Carrefour Móvil o Pepephone, entre los muchos operadores de este tipo que operan en España.
En su salida al mercado su promoción más destacada fue la gratuidad del establecimiento de llamada para los clientes activados hasta el 20 de enero de 2008. Esta promoción hace de Eroski Móvil la primera operadora de España en eliminar este concepto. Según un estudio de la asociación de consumidores FACUA de enero de 2008, era uno de los operadores más económicos del país, en parte debido a la gratuidad del establecimiento de llamada y con un peso importante de las llamadas que duren menos de 2 minutos axp.
En enero de 2008 la misma asociación FACUA hizo público un error que permitía acceso no autorizado a los datos personales de sus clientes. Este fallo fue después corregido.
En agosto de 2008 lanzó la modalidad de contrato y volvió a suprimir el establecimiento de llamada de sus tarifas.
Fue una de las pocas operadoras en España que no cobraba el canon de conexión, de 15 céntimos más impuestos indirectos en la mayoría de las compañías. Las únicas excepciones junto a Eroski Móvil serán Carrefour Móvil, que no se lo aplica a sus empleados aunque sí al resto de los clientes, y La tarifa movilonia.com by Pepephone, un contrato que esta OMV lanzó el 1 de julio de 2009 junto a este portal de telefonía móvil.

## Banda ancha móvil
Tuvo dos bonos, de duración mensual, pero que no son con tarifa plana, ya que una vez alcanzado el límite se cobran los MB adicionales a 0.03 euros:
- 400 MB/mes, por 4,00 €/mes.
- 600 MB/mes, por 6,00 €/mes.

## Desaparición
El 30 de abril de 2018 Eroski móvil comunicó públicamente el cese sus actividades, achacando éste a la imposibilidad de ofrecer una oferta convergente de fibra y móvil competitiva y a las trabas de Vodafone para dar acceso 4G a los OMVs bajo su cobertura. Los clientes que no realizaron una portabilidad antes de 31 del mismo mes fueron automáticamente traspasados al OMV propiedad de Vodafone, Lowi.